# Komplementkomponente C5
Die Komplementkomponente C5 ist ein Protein des Komplementsystems und hat als Bestandteil des Membranangriffskomplexes für das Immunsystem von Mensch und Tier eine wichtige Funktion. Mutationen im C5-Gen sind für eine seltene erbliche Immunschwäche verantwortlich.
Strukturell ist das Protein verwandt mit alpha-2-Macroglobulin.

## Genetik und Aufbau
Das für C5 codierende C5-Gen befindet sich beim Menschen auf Chromosom 9 Genlocus q34.1. Es besteht aus 41 Exons und belegt insgesamt 79.000 Basenpaare.
Das Genprodukt besteht beim Menschen aus 1676 Aminosäuren. Das Enzym C5-Konvertase spaltet C5 in die beiden Komponenten C5a (74 Aminosäuren) und das deutlich größere C5b. 
C5a

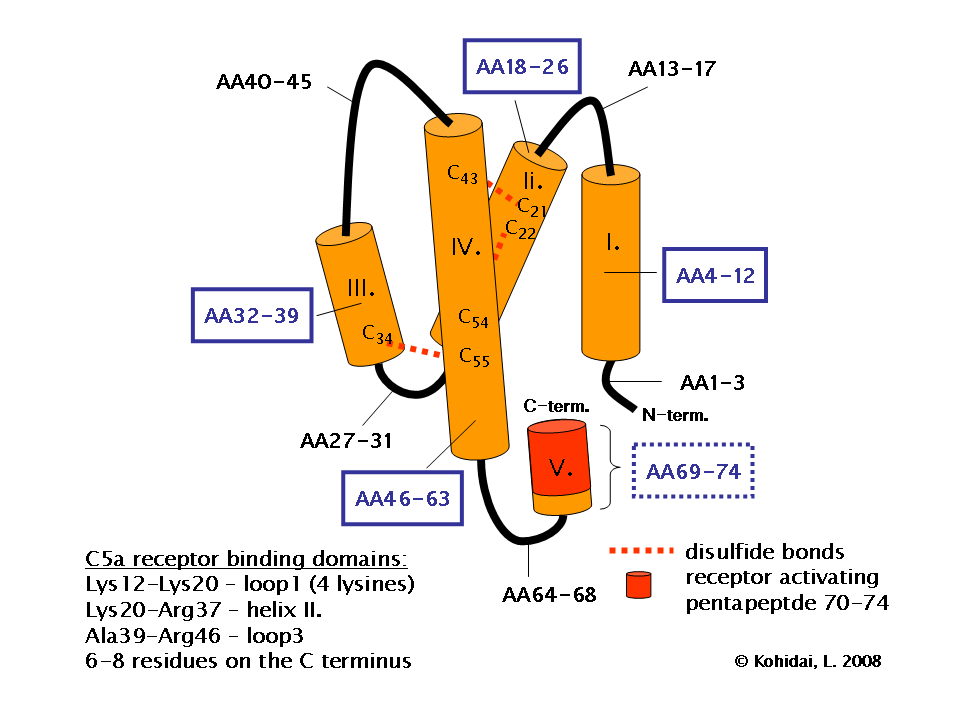
Schematische Darstellung von C5a

C5a besteht beim Menschen aus 74 Aminosäuren und hat eine molare Masse von 11 kDa. Das Polypeptid gehört zur Gruppe der Anaphylatoxine und spielt bei der Chemotaxis eine wichtige Rolle. Im Blutserum wird durch das Enzym Carboxypeptidase B von C5a die terminale Aminosäure Arginin abgespalten, wodurch "C5a des Arg" entsteht. Die Aktivität wird dadurch nur geringfügig herabgesetzt. C5a hat eine Reihe lokaler und systemischer Wirkungen. So kontrahiert es beispielsweise die Glatte Muskulatur, was zu Bronchialspasmen führen kann. Des Weiteren erhöht es die Durchlässigkeit der Blutkapillaren. In den Mastzellen setzt es Histamin frei. C5a aktiviert neutrophile Granulozyten und Makrophagen.
C5a kann an zwei verschiedene Rezeptoren, C5aR und C5L2 genannt, binden, die sich an der Oberfläche von Phagozyten befinden. C5aR aktiviert die G-Protein-vermittelten Signalwege über den mitogenaktivierten Proteinkinase Weg. Die Inhibierung von C5aR hat stark entzündungshemmende Auswirkungen. Über die Funktion von C5L2 herrscht derzeit kein Konsens. Die Ergebnisse verschiedener Arbeitsgruppen sind sehr widersprüchlich.
Da durch C5a im Tiermodell Maus das Tumorwachstum positiv beeinflusst wird, ist die Inhibierung von C5a ein potenzielles Ziel in der Krebsimmuntherapie.
C5b
→ siehe Hauptartikel Membranangriffskomplex
C5b hat eine molare Masse von 190 kDa. Es lagert sich an die Zellmembran der Zielzelle und bildet die erste Komponente des Membranangriffskomplexes. Zusammen mit den sich daran anlagernden Komponenten C6, C7, C8 und C9 wird so eine Pore von etwa 10 nm Durchmesser in der Zellmembran gebildet, die zur Zytolyse der Zelle führt.